# Lijst van rijksmonumenten in Geldrop
De plaats Geldrop telt 33 inschrijvingen in het rijksmonumentenregister. Hieronder een overzicht.
| Object                                                   | Oorspronkelijke functie?  | Bouwjaar  | Architect                          | Locatie                 | Coördinaten?                  | Nr.?   | Afbeelding                                               |
| -------------------------------------------------------- | ------------------------- | --------- | ---------------------------------- | ----------------------- | ----------------------------- | ------ | -------------------------------------------------------- |
| Voormalig St. Vincentiusgebouw                           | Woonhuis                  | 1899      |                                    | Langstraat 13           | 51° 25' 18" NB, 5° 33' 39" OL | 16030  | Meer afbeeldingen                                        |
| Kasteel Geldrop                                          | Kasteel, buitenplaats     | 1616      |                                    | Mierloseweg 1           | 51° 25' 30" NB, 5° 33' 34" OL | 16031  | Kasteel Geldrop                                          |
| Molen 't Nupke. Ronde stenen bergkorenmolen              | Graan- en oliemolen       | 1843      |                                    | Molenakker 5            | 51° 25' 1" NB, 5° 33' 20" OL  | 16032  | Meer afbeeldingen                                        |
| V/m fabriek A.v.d. Heuvel                                | Industrie                 | 1863      |                                    | Molenstraat 19          | 51° 25' 20" NB, 5° 33' 43" OL | 16033  | Meer afbeeldingen                                        |
| Sint-Brigidakerk                                         | Kerk en kerkonderdeel     | 1891      | Carl Weber                         | Nieuwendijk 2           | 51° 25' 20" NB, 5° 33' 28" OL | 16034  | Meer afbeeldingen                                        |
| V/m fabriek A.v.d. Heuvel (Weverijmuseum Geldrop)        | Industrie                 | ca. 1910  |                                    | Molenstraat 21          | 51° 25' 20" NB, 5° 33' 43" OL | 46616  | Meer afbeeldingen                                        |
| Voormalige wollendekfabriek De Wit                       | Industrie                 | 1913      | P. de Wit                          | Parallelweg 26          | 51° 25' 16" NB, 5° 33' 2" OL  | 512413 | Meer afbeeldingen                                        |
| Kerkcomplex: kerk en pastorie                            | Kerk en kerkonderdeel     | 1932      | B.J. Koldewey en C.M. van Moorsel  | Sint Jozefplein 1       | 51° 25' 28" NB, 5° 34' 9" OL  | 515914 | Meer afbeeldingen                                        |
| St. Jozef                                                | Kerkelijke dienstwoning   | 1932      | B.J. Koldewey en C.M. van Moorsel. | Sint Jozefplein 2       | 51° 25' 28" NB, 5° 34' 9" OL  | 515915 | St. Jozef                                                |
| Kasteel Geldrop: Engelse tuin                            | Tuin, park en plantsoen   | ca. 1870  |                                    | Mierloseweg 1           | 51° 25' 30" NB, 5° 33' 35" OL | 515917 | Meer afbeeldingen                                        |
| Kasteel Geldrop: dienstwoning                            | Bijgebouwen kastelen enz. | ca. 1900  |                                    | Mierloseweg 5           | 51° 25' 30" NB, 5° 33' 35" OL | 515918 | Kasteel Geldrop: dienstwoning                            |
| Fabrikantenhuis met aangebouwd koetshuis en dienstwoning | Onderdeel woningen e.d.   | 1880-1900 |                                    | Bogardeind 25           | 51° 25' 11" NB, 5° 33' 35" OL | 515919 | Fabrikantenhuis met aangebouwd koetshuis en dienstwoning |
| Drie dorpswoonhuizen                                     | Woonhuis                  | 1880      |                                    | Heggestraat 67          | 51° 25' 5" NB, 5° 33' 17" OL  | 515920 | Drie dorpswoonhuizen                                     |
| Gemeentehuis                                             | Bestuursgebouw en onderdl | 1870      | H.A. Aghterberg                    | Heuvel 1                | 51° 25' 23" NB, 5° 33' 37" OL | 515921 | Meer afbeeldingen                                        |
| Herenhuis                                                | Woonhuis                  | 1869      |                                    | Heuvel 5/ Meent 1       | 51° 25' 23" NB, 5° 33' 40" OL | 515922 | Herenhuis                                                |
| V/m fabriek A.v.d. Heuvel                                | Industrie                 | 1854      |                                    | Heuvel 7                | 51° 25' 21" NB, 5° 33' 40" OL | 16029  | V/m fabriek A.v.d. Heuvel                                |
| Herenhuis                                                | Woonhuis                  | 1903      |                                    | Heuvel 19               | 51° 25' 20" NB, 5° 33' 39" OL | 515923 | Herenhuis                                                |
| Herenhuis                                                | Woonhuis                  | 1868      |                                    | Hofstraat 4             | 51° 25' 25" NB, 5° 33' 39" OL | 515924 | Herenhuis                                                |
| Kasteelboerderij 't Goor                                 | Boerderij                 | 1869      |                                    | Mackenziestraat 4       | 51° 24' 52" NB, 5° 34' 17" OL | 515925 | Kasteelboerderij 't Goor                                 |
| Kantoor                                                  | Handel en kantoor         | 1923      |                                    | Mierloseweg 16          | 51° 25' 29" NB, 5° 33' 47" OL | 515926 | Kantoor                                                  |
| R.K. Kerk H.H. Maria en Brigida                          | Kerk en kerkonderdeel     | 1879-1884 | H.J. van Tulder                    | Papenvoort 4            | 51° 25' 7" NB, 5° 32' 34" OL  | 515927 | Meer afbeeldingen                                        |
| Station Geldrop                                          | Transport                 | 1912      | G.W. van Heukelom                  | Parallelweg 2B          | 51° 25' 13" NB, 5° 33' 1" OL  | 515928 | Meer afbeeldingen                                        |
| Nazarethschool                                           | Onderwijs en wetenschap   | 1916      | P. van der Velden                  | Stationsstraat 19       | 51° 25' 17" NB, 5° 33' 17" OL | 515929 | Meer afbeeldingen                                        |
| Klooster Sint-Antoniushuis                               | Klooster, kloosteronderdl | 1930      | J. Duynstee                        | Stationsstraat 21       | 51° 25' 17" NB, 5° 33' 15" OL | 515930 | Klooster Sint-Antoniushuis                               |
| Prinses Beatrixschool                                    | Onderwijs en wetenschap   | 1931      | J. Hanrath                         | Stationsstraat 38       | 51° 25' 18" NB, 5° 33' 12" OL | 515931 | Prinses Beatrixschool                                    |
| Doktershuis                                              | Dienstwoning              | 1937      | G.M. Leeuwenberg                   | Stationsstraat 27       | 51° 25' 15" NB, 5° 33' 9" OL  | 515932 | Doktershuis                                              |
| Wegwijzer                                                | Verkeersobject            | 1866      |                                    | Mierloseweg/Nuenenseweg | 51° 25' 45" NB, 5° 33' 58" OL | 515933 | Wegwijzer                                                |
| Rentmeestershuis annex Stal en Koetshuis                 | Bijgebouwen kastelen enz. | ca. 1870  |                                    | Mierloseweg 3           | 51° 25' 30" NB, 5° 33' 35" OL | 516079 | Rentmeestershuis annex Stal en Koetshuis                 |
| Aggregaathuisje                                          | Bijgebouwen kastelen enz. | ca. 1920  |                                    | Mierloseweg bij 5       | 51° 25' 30" NB, 5° 33' 35" OL | 516162 | Aggregaathuisje                                          |
| Kasteeltuin                                              | Tuin, park en plantsoen   | ca. 1870  |                                    | Mierloseweg bij 3       | 51° 25' 30" NB, 5° 33' 35" OL | 516163 | Kasteeltuin                                              |
| Schansmuren                                              | Tuin, park en plantsoen   | ca. 1870  |                                    | Mierloseweg bij 1       | 51° 25' 30" NB, 5° 33' 34" OL | 516164 | Schansmuren                                              |
| Plantenkassen                                            | Tuin, park en plantsoen   | ca. 1870  |                                    | Mierloseweg bij 1       | 51° 25' 30" NB, 5° 33' 35" OL | 516165 | Plantenkassen                                            |
| Orangerie                                                | Bijgebouwen kastelen enz. | ca. 1870  |                                    | Mierloseweg bij 1       | 51° 25' 30" NB, 5° 33' 34" OL | 516166 | Meer afbeeldingen                                        |